# Piotr Mowlik
Piotr Mowlik (Rybnik, Polonia, 21 de abril de 1951) es un exjugador y exentrenador de fútbol polaco. En su etapa como jugador profesional se desempeñaba como guardameta.
Su hijo Mariusz también fue futbolista.

## Selección nacional
Fue internacional con la selección de fútbol de Polonia en 21 ocasiones. Obtuvo la medalla de plata olímpica en 1976. También formó parte de la selección que obtuvo el tercer lugar en la Copa del Mundo de 1982, pese a no haber jugado ningún partido durante el torneo.

### Participaciones en la Copa del Mundo
| Mundial                        | Sede   | Resultado    | Partidos | Goles |
| ------------------------------ | ------ | ------------ | -------- | ----- |
| Copa Mundial de Fútbol de 1982 | España | Tercer lugar | 0        | 0     |

### Participaciones en Juegos Olímpicos
| Olimpiada                         | Sede   | Resultado  | Partidos | Goles |
| --------------------------------- | ------ | ---------- | -------- | ----- |
| Juegos Olímpicos de Montreal 1976 | Canadá | Subcampeón | 1        | 0     |

## Equipos

### Como jugador
| Equipo                     | País           | Año       |
| -------------------------- | -------------- | --------- |
| ROW Rybnik                 | Polonia        | 1965-1970 |
| Unia Racibórz              | Polonia        | 1970      |
| Legia de Varsovia          | Polonia        | 1971-1977 |
| Lech Poznań                | Polonia        | 1977-1983 |
| Pittsburgh Spirit (indoor) | Estados Unidos | 1983-1986 |
| Tacoma Stars (indoor)      | Estados Unidos | 1986-1987 |

### Como entrenador
| Equipo                                      | País    | Año       |
| ------------------------------------------- | ------- | --------- |
| Selección nacional (entrenador de porteros) | Polonia | 1997      |
| Tur Turek                                   | Polonia | ¿-2003    |
| Mieszko Gniezno                             | Polonia | 2005-2006 |

## Palmarés

### Campeonatos nacionales
| Título          | Equipo            | País    | Año  |
| --------------- | ----------------- | ------- | ---- |
| Copa de Polonia | Legia de Varsovia | Polonia | 1973 |
| Copa de Polonia | Lech Poznań       | Polonia | 1982 |
| Ekstraklasa     | Lech Poznań       | Polonia | 1983 |